# Róna Béla
Róna Béla, 1893-ig Rosenfeld (Acsa, 1871. november 13. – Budapest, 1928. augusztus 6.) magyar író, újságíró, lapszerkesztő, kritikus, műfordító.

## Élete
Rosenfeld Jakab és Schwarcz Fáni fia. Szülei korán meghaltak és egyik anyai nagybátyja nevelte föl. Középiskoláit a székesfehérvári főreáliskolában és a budapesti piarista főgimnáziumban végezte, ahol 1889-ben érettségi vizsgát is tett. Azután nagybátyja kívánságára a Budapesti Tudományegyetem jogi fakultására iratkozott be. Két évig volt jogász volt, de ezt a pályát ott hagyta és régi vágyát követve a bölcseleti kar hallgatója lett. Itt Gyulai Pál, Beöthy Zsolt és Heinrich Gusztáv előadásait hallgatta, akik az irodalomra buzdították. 1893-ban Rosenfeld családi nevét Rónára változtatta. 1894 tavaszán Párizsba utazott és félévig a Sorbonne-on hallgatott irodalomtörténeti előadásokat. Visszatértekor bejárta Svájcot, Németországot és Tirolt.
1895-től a pécsi Porges-féle felső kereskedelmi iskolában a francia és német nyelv tanára volt. 1897-ben Pécsről Budapestre tért vissza, ahol egy ideig még tanított a Zerge utcai főreáliskolában, majd otthagyta a tanárságot és megalapította 1897 októberében az Irodalmi Tájékoztató című kritikai folyóiratot, amelynek öt évfolyamát szerkesztette és az irodalomnak szentelte életét.
1895. december 29-én Budapesten házasságot kötött Rosenfeld Lipót és Glauber Netti lányával, Bettivel.

## Újságírói munkássága
Mint diák a Székesfejérvár és Vidéke, meg a Szabadság című helyi lapokba írt több verset és könyvismertetést; Vadnay Károly pedig a Fővárosi Lapokban a Könyvtáram előtt című tárcáját közölte; bölcseleti hallgató korában már sokat írt a fővárosi napi és szépirodalmi lapokba; 1892-ben a Magyar Geniusz című hetilap szerkesztőségébe lépett mint segédszerkesztő; egyidejűleg az Egyetértés munkatársa is lett, majd a Szabad Szó és a br. Apponyi alapította Nemzeti Ujság szerkesztőségének tagja volt; mindenüvé irodalomtörténeti és kritikai cikkeket írt; nagyobb tanulmánya: Kisfaludy Sándor ismeretlen Bánk tragédiájáról, megjelent az Egyetemes Philol. Közlönyben (1894); írt tárcákat irodalmi kérdésekről a Pesti Hirlapba (1890-94. és 1895. 231. Erdélyi János költő özvegyéről) és az akkori szépirodalmi lapok legtöbbjébe. Ekkor fordított a Singer és Wolfner-féle Külföldi Decameronba francia beszélyeket. Pécsi tartózkodása alatt sok cikket írt a Pécsi Naplóba és a fővárosi szépirodalmi lapokba; az 1890-es évek végén Alphonse Daudet több novelláját fordította az Ország-Világ számára, itt jelentek meg költeményei (1896-98) és Madáchról írt cikke; írt még a Zsidó Hiradóba, az Egyenlőségbe (1893. zsidó írók), Képes Családi Lapokba (1893. költ.), Magyar Geniuszba (1893. A virágregék költőjéről, Az akadémia és az irodalom, 1897. Petőfi és Tóth Gáspár), a Magyar Szalonba (1894. A magyar irodalom 1893-ban, 1895. Petőfi Zoltán), Könyvkereskedők Lapjába (195. A magyar sajtó és a könyvkiadó), a Polit. Heti Szemlébe (1895. Gyulai Pál a magyar sajtóról); utóbb gyermekverseket írt a Pósa Lajos Én Ujságom-jába és a Magyar Lányokba. Megjelent cikkeinek száma meghaladja a másfélezret.

## Munkái
- Tavasz. Budapest, 1892. (Költemények.)
- Délibábok. Budapest, 1893. (Költemények. Ism. Főv. Lapok 1893. 325., Nemzet 313. sz. Élet, M. Geniusz 42. sz., Budapesti Hirlap 332. sz., Vasárnapi Ujság 42. sz.)
- Petőfi és Juliskája. Naplók, levelek. Budapest, 1894. (Ugyanez: Szendrey Julia naplói és levelei cz. a Radó Magyar Könyvtárában.)
- A magyar irodalom 1892-ben. Budapest, 1893.
- A magyar szépirodalom 1894-ben. Kritikai tájékoztató a nagyközönség számára. Budapest, 1895.
- Jobb és jelentősebb magyar könyvek. Budapest, 1896.
- Mara és egyéb költemények. Budapest, 1896. (Ism. Vasárnapi Ujság 31. sz., M. Szemle, Polit. Heti Szemle, Ország-Világ 25. sz.)
- Snadahüpfelek. Budapest, 1896. (Ism. Polit. Heti Szemle 1897. 19. sz., Főv. Lapok 155. sz., Bpesti Szemle 1898.)
- Jó gyermekek mulatsága. Budapest, 1896.
- Gyönyörű szép szines képek. Budapest, 1896.
- Költői műfajok és prózai műfajok. Budapest, 1896.
- Az újabb magyar irodalom. Budapest, 1897. Ism. Egyetértés 135. sz.)
- Pipacsok. Budapest, 1898. (Ujabb költeményei. (Ism. Vasárnapi Ujság 36. sz.)
- Éhség. Regény. Knut Hamsun után ford. Budapest, 1900.
- A nyomorban. Regény Kielland után ford. Budapest, 1902.
- Küzdelem a létért. Regény. Sienkievicz után ford. Budapest, 1903.
- A magyar irodalom 1902-ben. Budapest, 1903.
- Új magyar irodalom. Budapest, 1904.
- Nyomorból a halálba. Sienkiewitz Henrik után ford. Budapest, 1903.
- Százszorszép könyv. Budapest, 1905. (Ujabb gyermekversei.)
- Másodvirágzás. Párjelenet. Budapest, 1905. (Monologok 153.)
- Daudet, Tarasconi Tartarin, regény az ifjúság számára átdolgozva. Budapest, 1904.

Több népies iratot írt a Biró Albert kiadásában megjelent Nép- és Mesekönyvtárba.

## Álnevei és jegye
Rob, Csaba, Áron, Ábel és R. B.